# Antoculeora locuples
Antoculeora locuples är en fjärilsart som beskrevs av Charles Oberthür 1881. Antoculeora locuples ingår i släktet Antoculeora och familjen nattflyn. Inga underarter finns listade i Catalogue of Life.